# Mercato di pallamano maschile in Italia 2020-2021
Questa pagina raccoglie tutti i trasferimenti in entrata e in uscita di tutte le squadre di Serie A.

## Sessione estiva

### Teamnetwork Albatro Siracusa
| Acquisti | Acquisti              | Acquisti       | Acquisti   | Acquisti |
| R.a      | Nome                  | da             | Modalità   |          |
| -------- | --------------------- | -------------- | ---------- | -------- |
| PT       | Javier Grande         | Ferrara United | definitivo |          |
| AD       | Matteo Pola           | Fondi          | definitivo |          |
| TS       | Marko Bobičić         | Cologne        | definitivo |          |
| C        | Dario Quattrocchi     | Haenna         | definitivo |          |
| C        | Tomas Valentin Cañete | Taubatè        | definitivo |          |

| Cessioni | Cessioni          | Cessioni | Cessioni   | Cessioni |
| R.       | Nome              | a        | Modalità   |          |
| -------- | ----------------- | -------- | ---------- | -------- |
| TS       | Fernando Marquez  | Leno     | prestito   |          |
| AD       | Nestor Pennacchio | Fondi    | definitivo |          |

### SSV Bozen Loacker-Volksbank
| Acquisti | Acquisti                | Acquisti    | Acquisti   | Acquisti |
| R.a      | Nome                    | da          | Modalità   |          |
| -------- | ----------------------- | ----------- | ---------- | -------- |
| PV       | Vito Claudio Marino     | Fondi       | definitivo |          |
| TS       | Jonas Walcher           | Pressano    | definitivo |          |
| AS       | David Montagna          | svincolato  | definitivo |          |
| PT       | Pedro Henrique Hermones | Conversano  | definitivo |          |
| AS       | Marin Greganić          | Nexe Našice | prestito   |          |
| TD       | Giulio Venturi          | Conversano  | definitivo |          |
| PV       | Andreas Kammerer        | Eppan       | definitivo |          |

| Cessioni | Cessioni          | Cessioni        | Cessioni       | Cessioni |
| R.       | Nome              | a               | Modalità       |          |
| -------- | ----------------- | --------------- | -------------- | -------- |
| PV       | Hannes Innerebner |                 | ritiro         |          |
| AS       | Stefano Arcieri   | Riihimäki Cocks | definitivo     |          |
| PV       | Damir Halilković  | Sloboda Tuzla   | definitivo     |          |
| PT       | Mate Volarević    | svincolato      | fine contratto |          |
| TD       | Jonas Mathà       | Pau Nousty      | definitivo     |          |
| AS       | Hannes Gufler     | svincolato      | fine contratto |          |
| TD       | Luiz Felipe Gaeta | Siena           | definitivo     |          |
| PT       | Stefano Martinati | Mezzocorona     | definitivo     |          |
| TD       | Mehrdad Mehryar   | svincolato      | fine contratto |          |

### SSV Brixen
| Acquisti | Acquisti               | Acquisti   | Acquisti   | Acquisti |
| R.a      | Nome                   | da         | Modalità   |          |
| -------- | ---------------------- | ---------- | ---------- | -------- |
| PT       | Valerio Sampaolo       | Pressano   | definitivo |          |
| PV       | Endrit Iballi          | Conversano | definitivo |          |
| C        | Martin Alejandro Amato | Siena      | definitivo |          |

| Cessioni | Cessioni       | Cessioni   | Cessioni    | Cessioni |
| R.       | Nome           | a          | Modalità    |          |
| -------- | -------------- | ---------- | ----------- | -------- |
| PT       | Benno Pfattner |            | ritiro      |          |
| TS       | Markus Wieland |            | ritiro      |          |
| TD       | Uroš Lazarević | svincolato | risoluzione |          |

### Cassano Magnago HC
| Acquisti | Acquisti       | Acquisti   | Acquisti   | Acquisti |
| R.a      | Nome           | da         | Modalità   |          |
| -------- | -------------- | ---------- | ---------- | -------- |
| C        | Ardian Iballi  | Conversano | definitivo |          |
| TS       | Federico Mazza | Cologne    | definitivo |          |

| Cessioni | Cessioni           | Cessioni             | Cessioni   | Cessioni |
| R.       | Nome               | a                    | Modalità   |          |
| -------- | ------------------ | -------------------- | ---------- | -------- |
| C        | Giacomo Savini     | Guadalajara          | definitivo |          |
| AS       | Alexis Marzocchini | Sassari              | definitivo |          |
| TS       | Miloje Dolić       | Eintracht Hildesheim | definitivo |          |

### Polisportiva Santarelli Cingoli
| Acquisti | Acquisti           | Acquisti        | Acquisti   | Acquisti |
| R.a      | Nome               | da              | Modalità   |          |
| -------- | ------------------ | --------------- | ---------- | -------- |
| PV       | Davide Cirilli     | Sassari         | definitivo |          |
| C        | Fabio Ferretti     | Secchia Rubiera | prestito   |          |
| TS       | Emmanouil Ladakis  | Aris Nikaias    | definitivo |          |
| PV       | Nicola Evangelisti | svincolato      | definitivo |          |

| Cessioni | Cessioni        | Cessioni     | Cessioni   | Cessioni |
| R.       | Nome            | a            | Modalità   |          |
| -------- | --------------- | ------------ | ---------- | -------- |
| C        | Lorenzo Nocelli | Black Devils | definitivo |          |

### Accademia Pallamano Conversano 1973
| Acquisti | Acquisti                | Acquisti      | Acquisti      | Acquisti |
| R.a      | Nome                    | da            | Modalità      |          |
| -------- | ----------------------- | ------------- | ------------- | -------- |
| PT       | Pasquale Di Caro        | Noci          | fine prestito |          |
| TD       | Jacob Nelson            | Siena         | definitivo    |          |
| AS       | Demis Radovčić          | Siena         | definitivo    |          |
| PV       | Gianpaolo Sciorsci      | Fondi         | fine prestito |          |
| TS       | Arnad Hamzić            | Sloboda Tuzla | definitivo    |          |
| C        | Giovanni Rosso          | Fondi         | definitivo    |          |
| AD       | Gian Valentino Rossetto | Gaeta         | definitivo    |          |

| Cessioni | Cessioni                | Cessioni        | Cessioni       | Cessioni |
| R.       | Nome                    | a               | Modalità       |          |
| -------- | ----------------------- | --------------- | -------------- | -------- |
| TS       | Nicolas Dainese         | Pressano        | definitivo     |          |
| C        | Ardian Iballi           | Cassano Magnago | definitivo     |          |
| PV       | Endrit Iballi           | Brixen          | definitivo     |          |
| AD       | Carlo Sperti            | Molteno         | definitivo     |          |
| AS       | Vincenzo Laera          | Noci            | definitivo     |          |
| PT       | Pedro Henrique Hermones | Bozen           | definitivo     |          |
| TD       | Giulio Venturi          | Bozen           | definitivo     |          |
| TS       | Andrè Alves Leal        | svincolato      | fine contratto |          |

### ASV Sparer Eppan
| Acquisti | Acquisti          | Acquisti        | Acquisti   | Acquisti |
| R.a      | Nome              | da              | Modalità   |          |
| -------- | ----------------- | --------------- | ---------- | -------- |
| C        | Omar Santinelli   | Gaeta           | definitivo |          |
| C        | Modestas Štarolis | Granitas Kaunas | definitivo |          |
| TS       | Alex Castillo     | svincolato      | definitivo |          |

| Cessioni | Cessioni         | Cessioni   | Cessioni       | Cessioni |
| R.       | Nome             | a          | Modalità       |          |
| -------- | ---------------- | ---------- | -------------- | -------- |
| TS       | Nikola Arsenić   | svincolato | fine contratto |          |
| PV       | Andreas Kammerer | Bozen      | definitivo     |          |

### HC Banca popolare di Fondi
| Acquisti | Acquisti           | Acquisti         | Acquisti   | Acquisti |
| R.a      | Nome               | da               | Modalità   |          |
| -------- | ------------------ | ---------------- | ---------- | -------- |
| PT       | Maksym Voliuvach   | Sassari          | definitivo |          |
| C        | Piero D'Benedetto  | River Plate      | definitivo |          |
| TS       | Ivan Vulić         | Nexe Našice      | definitivo |          |
| PV       | Daniele Ponticella | Gaeta            | prestito   |          |
| AD       | Nestor Pennacchio  | Albatro Siracusa | definitivo |          |
| TS       | Antonio Ciccolella | Gaeta            | prestito   |          |
| PV       | Francesco Cascone  | Gaeta            | definitivo |          |

| Cessioni | Cessioni            | Cessioni         | Cessioni      | Cessioni |
| R.       | Nome                | a                | Modalità      |          |
| -------- | ------------------- | ---------------- | ------------- | -------- |
| PV       | Vito Claudio Marino | Bozen            | definitivo    |          |
| AS       | Onorato Pestillo    | Secchia Rubiera  | prestito      |          |
| PT       | Maximiliano Soliani | US Saintes       | definitivo    |          |
| AD       | Matteo Pola         | Albatro Siracusa | definitivo    |          |
| PV       | Gianpaolo Sciorsci  | Conversano       | fine prestito |          |
| TD       | Rodolfo Oliveira    | Angers           | definitivo    |          |
| TS       | Nikola Lazić        | Făgăraş          | definitivo    |          |
| C        | Giovanni Rosso      | Conversano       | definitivo    |          |

### Acqua & Sapone Junior Fasano
| Acquisti | Acquisti               | Acquisti       | Acquisti   | Acquisti |
| R.a      | Nome                   | da             | Modalità   |          |
| -------- | ---------------------- | -------------- | ---------- | -------- |
| PT       | Vito Fovio             | Siena          | definitivo |          |
| PV       | Emiliano Franceschetti | Dorrego        | definitivo |          |
| C        | Albin Järlstam         | LIF Lindesberg | definitivo |          |
| AS       | Tommaso De Angelis     | Teramo         | Prestito   |          |
| TS       | Alessandro De Angelis  | Teramo         | Prestito   |          |

| Cessioni | Cessioni        | Cessioni | Cessioni   | Cessioni |
| R.       | Nome            | a        | Modalità   |          |
| -------- | --------------- | -------- | ---------- | -------- |
| PV       | Raul Bargelli   | Siena    | definitivo |          |
| PT       | Giovanni Pavani | Siena    | definitivo |          |
| C        | Marko Knežević  | Molteno  | definitivo |          |

### Alperia Meran
| Acquisti | Acquisti          | Acquisti    | Acquisti   | Acquisti |
| R.a      | Nome              | da          | Modalità   |          |
| -------- | ----------------- | ----------- | ---------- | -------- |
| C        | Lorenzo Nocelli   | Cingoli     | definitivo |          |
| PT       | Riccardo Meletti  | Modena      | definitivo |          |
| AS       | Gabriele Iachemet | Mezzocorona | definitivo |          |
| PV       | Tommaso Romei     | Fiorentina  | definitivo |          |

| Cessioni | Cessioni           | Cessioni   | Cessioni   | Cessioni |
| R.       | Nome               | a          | Modalità   |          |
| -------- | ------------------ | ---------- | ---------- | -------- |
| PV       | Davide Campestrini | Sassari    | definitivo |          |
| TS       | Zarko Čurić        | Olympiacos | definitivo |          |

### Pallamano Pressano
| Acquisti | Acquisti        | Acquisti    | Acquisti      | Acquisti |
| R.a      | Nome            | da          | Modalità      |          |
| -------- | --------------- | ----------- | ------------- | -------- |
| TS       | Milan Szép      | Veszprém    | definitivo    |          |
| AS       | Matteo Moser    | Mezzocorona | fine prestito |          |
| TS       | Nicolas Dainese | Conversano  | definitivo    |          |
| PT       | Nikolaos Loizos | PAOK        | definitivo    |          |

| Cessioni | Cessioni             | Cessioni       | Cessioni       | Cessioni |
| R.       | Nome                 | a              | Modalità       |          |
| -------- | -------------------- | -------------- | -------------- | -------- |
| PV       | Alessio Alessandrini |                | ritiro         |          |
| TS       | Božidar Nikočević    | Siena          | definitivo     |          |
| PT       | Valerio Sampaolo     | Brixen         | definitivo     |          |
| AS       | Jonas Walcher        | Bozen          | definitivo     |          |
| C        | Dinko Dedović        | svincolato     | fine contratto |          |
| TS       | Marco Mazzucchi      | Ferrara United | definitivo     |          |
| TS       | Nicola Rossi         | Mezzocorona    | fine prestito  |          |

### Salumificio Riva San Giorgio Molteno
| Acquisti | Acquisti          | Acquisti           | Acquisti   | Acquisti |
| R.a      | Nome              | da                 | Modalità   |          |
| -------- | ----------------- | ------------------ | ---------- | -------- |
| TD       | Daniele Soldi     | Cournon d'Auvergne | definitivo |          |
| PT       | Gabriele Randes   | Gaeta              | definitivo |          |
| TS       | Aleksandar Vujnić | Foivos Sykeon      | definitivo |          |
| AD       | Carlo Sperti      | Conversano         | definitivo |          |

| Cessioni | Cessioni       | Cessioni  | Cessioni   | Cessioni |
| R.       | Nome           | a         | Modalità   |          |
| -------- | -------------- | --------- | ---------- | -------- |
| PT       | Facundo Garcia | Follonica | definitivo |          |
| PT       | Matjia Gligić  | Leno      | definitivo |          |

### Raimond Sassari
| Acquisti | Acquisti               | Acquisti        | Acquisti   | Acquisti |
| R.a      | Nome                   | da              | Modalità   |          |
| -------- | ---------------------- | --------------- | ---------- | -------- |
| TD       | Federico Matías Vieyra | Ademar León     | definitivo |          |
| PV       | Davide Campestrini     | Black Devils    | definitivo |          |
| PT       | Paweł Kiepulski        | Wybrzeże Gdańsk | definitivo |          |
| AS       | Alexis Marzocchini     | Cassano Magnago | definitivo |          |

| Cessioni | Cessioni         | Cessioni | Cessioni   | Cessioni |
| R.       | Nome             | a        | Modalità   |          |
| -------- | ---------------- | -------- | ---------- | -------- |
| PV       | Davide Cirilli   | Cingoli  | definitivo |          |
| TS       | Cristian Guggino | Siena    | definitivo |          |
| PT       | Maksym Voliuvach | Fondi    | definitivo |          |

### EGO Siena
| Acquisti | Acquisti          | Acquisti       | Acquisti   | Acquisti |
| R.a      | Nome              | da             | Modalità   |          |
| -------- | ----------------- | -------------- | ---------- | -------- |
| TS       | Giovanni Cabrini  | Ferrara United | definitivo |          |
| TS       | Cristian Guggino  | Sassari        | definitivo |          |
| TS       | Ilya Crea         | Ferrara United | definitivo |          |
| TS       | Davide Galliano   | Benevento      | definitivo |          |
| C        | Božidar Nikočević | Pressano       | definitivo |          |
| PV       | Raul Bargelli     | Junior Fasano  | definitivo |          |
| PT       | Giovanni Pavani   | Junior Fasano  | definitivo |          |
| C        | Pablo Marrochi    | Cuenca         | definitivo |          |
| TD       | Luiz Felipe Gaeta | Bozen          | definitivo |          |

| Cessioni | Cessioni               | Cessioni         | Cessioni   | Cessioni |
| R.       | Nome                   | a                | Modalità   |          |
| -------- | ---------------------- | ---------------- | ---------- | -------- |
| PV       | Edoardo Borgianni      | Tavarnelle       | definitivo |          |
| TD       | Jacob Nelson           | Conversano       | definitivo |          |
| PT       | Vito Fovio             | Junior Fasano    | definitivo |          |
| AD       | Francesco Vermigli     | Tavarnelle       | definitivo |          |
| AS       | Demis Radovčić         | Conversano       | definitivo |          |
| TS       | Guido Riccobelli       | San Fernando     | definitivo |          |
| TS       | Amin Yousefinezhad     | Dunărea Călărași | definitivo |          |
| C        | Alessandro Florio      | Haenna           | definitivo |          |
| C        | Martin Alejandro Amato | Brixen           | definitivo |          |

### Pallamano Trieste
| Acquisti | Acquisti          | Acquisti        | Acquisti   | Acquisti |
| R.a      | Nome              | da              | Modalità   |          |
| -------- | ----------------- | --------------- | ---------- | -------- |
| PT       | Marko Milovanović | Oderzo          | definitivo |          |
| AS       | Gianluca Dapiran  | Logroño         | definitivo |          |
| AD       | Adam Bratković    | Créteil         | definitivo |          |
| TS       | Dovydas Kuodys    | Granitas Kaunas | definitivo |          |

| Cessioni | Cessioni       | Cessioni   | Cessioni       | Cessioni |
| R.       | Nome           | a          | Modalità       |          |
| -------- | -------------- | ---------- | -------------- | -------- |
| AD       | Mario Mustapić | svincolato | fine contratto |          |
| C        | Dušan Fidel    | svincolato | fine contratto |          |
| PT       | Diego Modrušan |            | ritiro         |          |

## Sessione invernale

### Teamnetwork Albatro Siracusa
| Acquisti | Acquisti        | Acquisti      | Acquisti   | Acquisti |
| R.a      | Nome            | da            | Modalità   |          |
| -------- | --------------- | ------------- | ---------- | -------- |
| AD       | Martin Molineri | Vicente Lopez | definitivo |          |
| TS       | Alex Castillo   | Eppan         | definitivo |          |

| Cessioni | Cessioni          | Cessioni    | Cessioni   | Cessioni |
| R.       | Nome              | a           | Modalità   |          |
| -------- | ----------------- | ----------- | ---------- | -------- |
| C        | Dario Quattrocchi | svincolato  | definitivo |          |
| AD       | Matteo Pola       | CUS Palermo | definitivo |          |

### SSV Bozen Loacker-Volksbank
| Acquisti | Acquisti       | Acquisti          | Acquisti   | Acquisti |
| R.a      | Nome           | da                | Modalità   |          |
| -------- | -------------- | ----------------- | ---------- | -------- |
| TD       | Michele Skatar | Soultz Bollwiller | definitivo |          |
| PT       | Benno Pfattner | svincolato        | definitivo |          |

| Cessioni | Cessioni        | Cessioni | Cessioni   | Cessioni |
| R.       | Nome            | a        | Modalità   |          |
| -------- | --------------- | -------- | ---------- | -------- |
| TS       | Ratko Starčević | Eppan    | definitivo |          |

### SSV Brixen
| Acquisti | Acquisti            | Acquisti   | Acquisti   | Acquisti |
| R.a      | Nome                | da         | Modalità   |          |
| -------- | ------------------- | ---------- | ---------- | -------- |
| TD       | Stanislav Kholodiuk | svincolato | definitivo |          |

| Cessioni | Cessioni | Cessioni | Cessioni | Cessioni |
| R.       | Nome     | a        | Modalità |          |
| -------- | -------- | -------- | -------- | -------- |

### Polisportiva Santarelli Cingoli
| Acquisti | Acquisti          | Acquisti | Acquisti | Acquisti |
| R.a      | Nome              | da       | Modalità |          |
| -------- | ----------------- | -------- | -------- | -------- |
| PT       | Andrea Colleluori | Nantes   | prestito |          |

| Cessioni | Cessioni | Cessioni | Cessioni | Cessioni |
| R.       | Nome     | a        | Modalità |          |
| -------- | -------- | -------- | -------- | -------- |

### ASV Sparer Eppan
| Acquisti | Acquisti        | Acquisti | Acquisti   | Acquisti |
| R.a      | Nome            | da       | Modalità   |          |
| -------- | --------------- | -------- | ---------- | -------- |
| TS       | Ratko Starčević | Bozen    | definitivo |          |

| Cessioni | Cessioni      | Cessioni         | Cessioni   | Cessioni |
| R.       | Nome          | a                | Modalità   |          |
| -------- | ------------- | ---------------- | ---------- | -------- |
| TS       | Alex Castillo | Albatro Siracusa | definitivo |          |

### HC Banca popolare di Fondi
| Acquisti | Acquisti         | Acquisti   | Acquisti   | Acquisti |
| R.a      | Nome             | da         | Modalità   |          |
| -------- | ---------------- | ---------- | ---------- | -------- |
| TS       | Fernando Márquez | Leno       | Definitivo |          |
| TD       | Jonas Mathà      | Pau Nousty | Definitivo |          |

| Cessioni | Cessioni | Cessioni | Cessioni | Cessioni |
| R.       | Nome     | a        | Modalità |          |
| -------- | -------- | -------- | -------- | -------- |

### Pallamano Pressano
| Acquisti | Acquisti | Acquisti | Acquisti | Acquisti |
| R.a      | Nome     | da       | Modalità |          |
| -------- | -------- | -------- | -------- | -------- |

| Cessioni | Cessioni   | Cessioni   | Cessioni    | Cessioni |
| R.       | Nome       | a          | Modalità    |          |
| -------- | ---------- | ---------- | ----------- | -------- |
| TS       | Milan Szép | svincolato | risoluzione |          |

### EGO Siena
| Acquisti | Acquisti        | Acquisti        | Acquisti   | Acquisti |
| R.a      | Nome            | da              | Modalità   |          |
| -------- | --------------- | --------------- | ---------- | -------- |
| AS       | Stefano Arcieri | Riihimäki Cocks | definitivo |          |

| Cessioni | Cessioni         | Cessioni       | Cessioni   | Cessioni |
| R.       | Nome             | a              | Modalità   |          |
| -------- | ---------------- | -------------- | ---------- | -------- |
| TS       | Giovanni Cabrini | Emmeti         | definitivo |          |
| TS       | Ilya Crea        | Ferrara United | definitivo |          |
| C        | Pablo Marrochi   | Istres         | definitivo |          |

### Salumificio Riva San Giorgio Molteno
| Acquisti | Acquisti       | Acquisti      | Acquisti   | Acquisti |
| R.a      | Nome           | da            | Modalità   |          |
| -------- | -------------- | ------------- | ---------- | -------- |
| C        | Marko Knežević | Junior Fasano | definitivo |          |
| TS       | Dinko Dedović  | svincolato    | definitivo |          |

| Cessioni | Cessioni             | Cessioni   | Cessioni    | Cessioni |
| R.       | Nome                 | a          | Modalità    |          |
| -------- | -------------------- | ---------- | ----------- | -------- |
| C        | Dorin Marian Dragnea | svincolato | risoluzione |          |
| TS       | Aleksandar Vujnić    | svincolato | risoluzione |          |

### Pallamano Trieste
| Acquisti | Acquisti     | Acquisti            | Acquisti   | Acquisti |
| R.a      | Nome         | da                  | Modalità   |          |
| -------- | ------------ | ------------------- | ---------- | -------- |
| TD       | Igor Milović | St. Otmar San Gallo | definitivo |          |

| Cessioni | Cessioni       | Cessioni   | Cessioni    | Cessioni |
| R.       | Nome           | a          | Modalità    |          |
| -------- | -------------- | ---------- | ----------- | -------- |
| TS       | Dovydas Kuodys | svincolato | risoluzione |          |